# Округ Фон ду Лак (Висконсин)
Фон ду Лак (енгл. Fond du Lac County) је округ у америчкој савезној држави Висконсин.

## Демографија
По попису из 2010. године број становника је 101.633, што је 4.337 (4,5%) становника више него 2000. године.
| Група             | 2000.          | 2010.          |
| Белци             | 92.528 (95,1%) | 93.398 (91,9%) |
| Афроамериканци    | 876 (0,9%)     | 1.305 (1,3%)   |
| Азијати           | 845 (0,9%)     | 1.148 (1,1%)   |
| Хиспаноамериканци | 1.987 (2,0%)   | 4.368 (4,3%)   |
| Укупно            | 97.296         | 101.633        |